# Conura fulvovariegata
Conura fulvovariegata is een vliesvleugelig insect uit de familie bronswespen (Chalcididae). De wetenschappelijke naam is voor het eerst geldig gepubliceerd in 1884 door Cameron.